# Александар Митровић (политичар)
Александар Митровић (Осладић, 4. август 1933 — Београд, 19. септембар 2012) био је српски и југословенски политичар који је обављао функцију председника Савезног извршног већа Социјалистичке Федеративне Републике Југославије.

## Биографија
Александар Митровић је рођен 1933. године у Осладићу код Ваљева. Дипломирао је на Технолошком факултету Универзитета у Београду 1959. године.
Након факултета се запослио у Хемијској индустрији "Зорка" у Шапцу, где је каријеру започео као технолог а завршио као генерални директор односно председник Пословодног одбора. На челу овог предузећа био је десет година, од 1971. године до 1981. године.
Након посла у хемијској индустрији, обављао је функцију председника Привредне коморе Србије, са које је после четворогодишњег мандата изабран за члана Централног комитета и Председништва Савеза комуниста Србије, где се бавио привредним и економским развојем.
1986. године изабран је за члана Председништва СР Србије где је две године био и потпредседник Србије. 
У Савезно извршно веће, односно у Владу Југославије, изабран је 1989. године где је обављао дужност потпредседника за економску политику и развој, а након оставке председника СИВ-а Анте Марковића, Митровић је био на дужности председника све до распада тадашње Југославије, да би потом учествовао у стварању нове југословенске државе Савезне Републике Југославије.
Пензионерске дане је провео у Београду, а преминуо је 19. септембра 2012. године у Београду.